# N-acetilesosammina 1-deidrogenasi
La N-acetilesosammina 1-deidrogenasi è un enzima appartenente alla classe delle ossidoreduttasi, che catalizza la seguente reazione:
N-acetil-D-glucosamina + NAD+ ⇄ N-acetil-D-glucosaminato + NADH + H+
Agisce anche su N-acetilgalattosamina e, più lentamente, su N-acetilmannosamina.